# Michel Bertrand (historien)
Pour les articles homonymes, voir Michel Bertrand et Bertrand.
Michel Bertrand, né le 4 janvier 1955, est un historien français, spécialiste du monde hispanique. Il est directeur de la Casa de Velázquez de 2014 à 2021 et professeur à l'Université Toulouse-Jean-Jaurès.

## Biographie
Après avoir obtenu son agrégation dans les années 1970 à l'université d'Aix-en-Provence, il soutient sa thèse en 1983 à l'École des hautes études en sciences sociales, dirigée par Jean-Pierre Berthe et son habilitation à diriger des recherches en 1995 sous la direction de François-Xavier Guerra (es) à l'Université Panthéon-Sorbonne. Il est enseignant-chercheur à l'Université Toulouse-Jean-Jaurès depuis 1990.
Il est nommé membre senior de l'Institut Universitaire de France en 2010.